# Kənan Kərimov
Kənan Kərimov (5 agosto 1976) è un ex calciatore azero, di ruolo attaccante.

## Carriera

### Club
Ha giocato nella massima serie del campionato azero con varie squadre.

### Nazionale
Ha esordito con la Nazionale azera nel 2002, disputando 14 partite fino al 2007.